# Torneig internacional de Pasqua
El Torneig Internacional de Pasqua va ser un torneig no oficial de futbol amb fins benèfics disputat entre el 8 i 10 d'abril de 1950 a Barcelona, capital de Catalunya. Va comptar amb l'organització de la Federació Catalana i el patrocini del governador civil de la província.
La competència entre la selecció de Catalunya, Universitat Catòlica de Xile i FC Saarbrücken d'Alemanya va ser de tres partits entre els participants resultant guanyador l'equip xilè en la sumatòria de puntuació (en aquests anys s'atorgava dues unitats al vencedor).

Per Catalunya hi van jugar set jugadors del FC Barcelona, entre ells Ramallets i Seguer, més altres convocats del RCD Espanyol i el Gimnàstic.